# シアワセは月より高く
「シアワセは月より高く」（シアワセはつきよりたかく）は、美郷あきの楽曲。彼女の18枚目のシングルとして2010年7月21日にLantisから発売された。

## 概要
前作「What a beautiful world」から約3ヶ月ぶりのリリースであり、2010年2作目のシングル。
表題曲「シアワセは月より高く」は、テレビアニメ『祝福のカンパネラ』のオープニングテーマとして使用された。自身のシングル表題曲がアニメ主題歌に起用されるのは「Scarlet Bomb!」以来3作ぶり。CDジャケットには、同アニメに登場するキャラクターであるカリーナ、ミネット、チェルシー、アニエス、サルサ、リトスがプリントされている。楽曲自体は、軽快なアップテンポの曲なっている。
ラジオにゲスト出演した際にパソコンで『祝福のカンパネラ』の第2話を視聴し、本作のオープニング映像が流れたのを見て、リアルタイムでテレビから流れる映像と音楽
とても感動すると語っている。
2010年8月2日付のオリコン週間シングルチャートで71位を獲得。初動売上は1500枚を記録した。

## 収録曲
1. シアワセは月より高く [4:01]
作詞：畑亜貴、作曲・編曲：オオヤギヒロオ
  - テレビアニメ『祝福のカンパネラ』オープニングテーマ
2. あかるい恋のうた [5:01]
作詞：古屋真、作曲：渡辺翔、編曲：増田武史
3. シアワセは月より高く（off vocal）
4. あかるい恋のうた（off vocal）